# ミミカキグサ
ミミカキグサ(耳掻き草、Utricularia bifida)は、タヌキモ科に属する多年生の食虫植物。またタヌキモ科タヌキモ属のうち、本種に近い生活体制をとるものを総称する名でもある。

## 分布
日本での本州（青森県津軽半島）以南や、中国からマレーシア、オーストラリアに分布する。湿地の湿った地面か、ごく浅い水域に出現し、時に水田でもみられる。多くの都道府県にてレッドリストに指定されている。

## 形態、生態
湿原に生育するごく小型の植物であり、おそらく花が咲くまでは見つけるのが不可能に近い。茎は泥の表面近くを横に走り、地上部として小さなヘラ型の葉を持つ。葉は薄くて黄緑色、長させいぜい8mm、湿った地表に張り付いているのが普通。また匍匐茎から泥や泥炭の中に地下茎をのばす。この地下茎および時には地上葉にも捕虫嚢をつけ、ミジンコなどのプランクトンを捕食する。
花期は生育地の環境によって異なるが、おおむね7月-9月頃。高さ10cmほどの花茎を伸ばし、先端に黄色い花をつける。花はいわゆる唇形花で、その基部には真下に向いた距がある。花弁の基部には上下二枚の萼片があり、花後にはこれが残って果実を包む。その姿が耳かきに似るのが名前の由来である。

## 近縁種
- ヒメミミカキグサ（Utricularia nipponica）
- ホザキノミミカキグサ（Utricularia caerulea）
- ムラサキミミカキグサ（Utricularia uliginosa）